# البذار الأحمر
«البِذار الأحمر» (بالإنجليزية: The Red Sowing) هي الحلقة السابعة وما قبل الأخيرة من الموسم الثاني من مسلسل إتش بي أو التلفزيوني الدرامي الخيالي آل التنين. يشير العنوان إلى المصير الدموي للعديد من أبناء عائلة تارجارين الغير شرعيين، الذين يطلق عليهم «بذور التنين»، الذين حاولوا امتطاء التنانين. كُتبت الحلقة من قِبل ديفيد هانكوك وإخراج لوني بيريستير. تم بثها لأول مرة على إتش بي أو وماكس في 28 يوليو 2024.
في الولايات المتحدة، حققت الحلقة مشاهدات بلغت 1.2 مليون خلال ليلة عرضها الأولى على التلفزيون الخطي وحده. وحظيت بإشادة النقاد، مع الثناء على امتطاء فيرميثور وسيلفروينج، والمؤثرات البصرية، والتصوير السينمائي، والموسيقى التصويرية، وأداء الممثلين (خاصةً إيما دارسي، أوليفيا كوك، وهاري كوليت).

## الحبكة

### في دريفتمارك
على الشاطئ، تواجه رينيرا أدام ابن الأبدان، وهو الراكب الجديد لسيسموك. يركع أدام ويتعهد لرينيرا بالولاء. وعندما تسأله عن نسبه، يخفي أن كورلِس فيلاريون هو والده لإخفاء سلالته الفاليرية المحتملة. تطلب منه رينيرا أن يتبعها إلى دراجونستون.

### في كينجز لاندنج وغابة الملوك
يعالج المِاستر الرئيس أوروايل جرحًا طفيفًا في ذراع أليسنت نتيجة أعمال الشغب الأخيرة. بعد إبعادها عن المجلس الصغير، تبحث أليسنت عن العزاء في غابة الملوك، وتأخذ أحد الحرس الملكي، السير ريكارد ثورن، للحماية والمساعدة. تقول أليسنت إنها قد لا تعود أبدًا إلى كينجز لاندنج. يقيمون المخيم، وتقضي أليسنت وقتًا عائمًا في بحيرة.
في الفناء، يراقب لارِس كيف يحكم إيموند على اثنين من الحرس الملكي بالنفي إلى الجدار، ظاهريًا لتحريضهم على أعمال الشغب. يقترب اللورد جاسبر وايلد ويخبر لارِس أن سيسموك لديه راكب جديد ولكنه غير معروف. نظرًا لاعتبارها معلومات من طرف ثالث، يقترح لارِس أن يمتنع جاسبر عن إخبار إيموند. على عكس نصيحة أوروايل بأن إجون يحتاج إلى مزيد من الراحة، يدفعه لارِس لتسريع تعافي الملك، على الرغم من المجهود البدني الذي يسببه.

### في الوادي
ترافق رينا أبناء رينيرا أثناء مغادرتهم من العُشّ للسفر إلى بينتوس، لكنها تتسلل سرًّا بعيدًا عن المجموعة لتتعقب التنين البري.

### في هارِنهال
يصل اللورد أوسكار تلي، اللورد الأعلى الجديد لأراضي النهر، ويتبعه لوردات أراضي النهر الآخرين. يعلن عن نيته تكريم قسم الولاء الذي قطعه جده الراحل لرينيرا كوريثة لفِسيرس ويعرض على ديمون الولاء. يشك أمراء النهر الآخرون في قدرة أوسكار الصغير على القيادة ويحتقرون ديمون لسماحه بارتكاب فظائع حرب ضد آل براكن. لإرضاء الأمراء، يدين أوسكار وحشية السير ويليم بلاكوود ويطالب ديمون بإثبات جدارته بولاء لوردات أراضي النهر من خلال إظهار الندم على أفعاله السابقة وإقامة العدل. يوافق ديمون وينفذ حكم الإعدام في ويليم. لاحقًا، يرى ديمون رؤية أخرى لفِسيرس الذي يقول إنه لم يرغب أبدًا في التاج، قائلاً إنه دائمًا ما يسحق أي شخص يرتديه. ويسأل ديمون إذا كان لا يزال يريده.

### في دراجونستون
تعود رينيرا مع أدام وسيسموك. وتتجاهل مخاوف مجلسها بشأن راكب تنين من أصل وضيع، وتصدر تعليماتها بتدريب أدام على ركوب التنانين وتعليمه اللغة الفاليرية العليا. وهي متفائلة بإمكانية العثور على راكبي تنانين آخرين. وتقول ميساريا إنه بدلاً من البحث في المنازل النبيلة للعثور على أحفاد تارجارين البعيدين، يجب البحث في كينجز لاندنج عن بذور التنانين ذات الروابط الدموية الأوثق. وتوافق رينيرا، لكن جِسيرس يعترض على خطتها، بحجة أن راكبي التنانين من الأبناء الغير شرعيين يمكن أن يهددوا شرعية آل تارجارين وخلافته، ويكشف أنه يعرف أن السير هاروين سترونج هو والده البيولوجي. تقول رينيرا إن راكبي التنانين البذور يستحقون الاحترام.
يلتقي كورلِس مع أدام على انفراد ويثني عليه ويوافق على طلبه بأن يُخلي سبيله من منصبه كصانع سفن ليصبح راكب تنين. في وقت لاحق، يكلف كورلِس ألِن بتوصيل رسالة إلى إليندا في كينجز لاندنج والترتيب لقوارب مع قادة وطاقم موثوق بهم. يسأل كورلِس ما إذا كان ألِن يرغب في المطالبة بتنين مثل أخيه، لكن ألِن يرفض قائلاً إنه «ملح وبحر».

### في كينجز لاندنج، تابع.
تتلقى إليندا تعليمات ميساريا حول مكان العثور على الأبناء الغير شرعيين من آل تارجارين، وتنتشر الكلمة في جميع أنحاء المدينة. في حانة، يشجع رجلان أولف، الذي كان يتفاخر كثيرًا بأصوله من آل تارجارين، على الانضمام إلى بذور التنانين الأخرى المتجهة إلى دراجونستون. يتردد أولف بسبب إصابة في ساقه وشكوك حول أصوله. يخبر هيو المطرقة، الحزين على وفاة ابنته، زوجته بأصوله من آل تارجارين ورغبته في الذهاب إلى دراجونستون.
صعدت عشرات قليلة من بذور التنين على متن القوارب التي نظمها ألِن وأبحرت إلى دراجونستون.

### في دراجونستون، تابع.
عندما تحيي رينيرا بذور التنانين، يندد حراس التنانين بقرارها بمحاولة ناس من عامة الشعب بإمتطاء بالتنانين، ويغادرون القلعة. تستدعي رينيرا فيرميثور. دينيس سيلفر من بذرة التنين أول من يخطو إلى الأمام لمحاولة إمتطاءه، لكن التنين يحرقه حتى الموت، ثم يطلق هجومًا عنيفًا، مما يؤدي إلى مقتل العشرات. في البداية، حاول هيو تجنب نيران التنين، لكنه لاحقًا وقف ابين مرأة وفيرميثور وواجه فيرميثور مباشرة، مما جعل التنين يقبله. بعد أن هروبه من هجوم فيرميثور، هرب أولف إلى الكهوف ودخل إلى عرين سيلفروينج دون علمها. استيقظت ولكنها كانت مطيعة وقبلته بسرعة كراكب لها.
بعد التهرب من هجوم فيرميثور، يهرب أولف إلى الكهوف ويدخل دون علمه إلى عرين سيلفر وينج. تستيقظ لكنها مطيعة وتقبله بسرعة كراكب لها.

### في كينجز لاندنج وخليج المياه السوداء
أثناء اجتماع المجلس، أبلغ اللورد جاسبر وايلد إيموند أن الأمير دايرون تارجاريان وتنينه تيساريون على وشك الانضمام إلى الحرب. قاطعهم أولف وهو يمتطي سيلفروينج ويحلق فوق كينجز لاندنج. يهرع إيموند إلى جبل فاجهار ويطاردهم إلى دراجونستون. ومع ذلك، سرعان ما تراجع عندما رأى رينيرا مع سايراكس وفيرميثور وسيلفروينج - التنانين البالغة التي امتطاها راكبين الآن.

## الإنتاج

### الكتابة والتصوير
حلقة «البِذار الأحمر» من كتابة ديفيد هانكوك وإخراج المنتج التنفيذي لوني بيريستير. وهي تمثل المرة الثانية التي يكتب فيها هانكوك بالمسلسل، بعد حلقة «الطاحونة المحترقة»، وأول عمل إخراجي لبيريستير. يشير عنوان الحلقة إلى الحدث المسمى البِذار الأحمر حيث امتطى العديد من الأبناء الغير شرعيين من آل تارجارين (يُطلق عليهم «بذور التنين») على التنانين وانضموا إلى السود.
وفي حديثه عن أولف وايت ومشاهده في الحلقة، قال الممثل توم بينيت، كما أشار جيمس هيبيرد في هوليوود ريبورتر، «إنه يفكر، 'الكثير من هؤلاء الأشخاص يبدون أكثر شبهاً بتارجارين مني'... اسمي أولف الأبيض لكنه أكثر رمادية اللون. ويبدأ الذعر. وتأتي لحظة حيث كنت تنشر هذه الكذبة من أجل الحصول على نصف لتر مجاني من الغينيس والآن عليك أن تظهر وهناك تنين كبير لعين هناك.»

### الطاقم
الحلقة من بطولة مات سميث، إيما دارسي، أوليفيا كوك، ستيف توسان، سونويا ميزونو، ماثيو نيدهام، توم غلين كارني، إيوان ميتشل، هاري كوليت، بيثاني أنطونيا، فيبي كامبل، كورت إيجياوان، أبو بكر سالم (ممثل)، كلينتون ليبرتي، كيران بيو، إلورا تورشيا، توم بينيت، وسيمون روسل بيل. ظهر بادي كونسيدين مرة أخرى كضيف غير معتمد في دور الملك فِسيرس تارجارين، بعد الحلقة السابقة.
ويمثل هذا الظهور الأخير للشخصية المتكررة ويليم بلاكوود (جاك باري جونز).

## الإصدار
تم عرض الحلقة مبكرًا في مؤتمر سان دييغو كومك كون للحاضرين في 26 يوليو 2024. وتم إصدارها على إتش بي أو وماكس في 28 يوليو 2024.

## الاستقبال

### التقييمات
في الولايات المتحدة، شاهد ما يقدر بنحو 1.2 مليون مشاهد حلقة «البِذار الأحمر» خلال بثها الأول على قناة إتش بي أو وحدها في 28 يوليو 2024. وكان هذا انخفاضًا بنسبة 5.9% عن الحلقة السابقة.

### الاستقبال النقدي
حظت حلقة «البِذار الأحمر» بمراجعات نقدية إيجابية للغاية. ففي موقع تجميع المراجعات روتن توميتوز، حصلت الحلقة على نسبة موافقة 92% بناءً على 13 مراجعة، بمتوسط تقييم 8.2/10.
منحت هيلين أوهارا من آي جي إن الحلقة درجة «مذهلة» 9 من 10، وأشادت بها باعتبارها «حلقة ذات زخم ودراما وعواقب تضع كل القطع في مكانها لنهاية رائعة.» منحت كاتي دول من موارد الكتب المصورة وكارلي لين من كولايدر الحلقة 8 من 10، ووصفتها الأولى بأنها «قطعة تلفزيونية رائعة». سلطت دول الضوء أيضًا على تطوير شخصية لارِس وتوصيف أوسكار تلي باعتبارهما العناصر البارزة في الحلقة. علاوة على ذلك، صنفتها كايلي دراي من إيه. في. كلوب بدرجة «أ»، بينما أعطتها بروما خوسلا من إندي واير درجة «ب»، وأشادت بموسيقى جوادي وتصوير سيرنجول والمؤثرات البصرية. وبالمثل، ردد سانتانو داس من هندوستان تايمز، وأشاد بالموسيقى والتصوير السينمائي.
حصلت الحلقة أيضًا على تقييم 4 من أصل 5 نجوم من ديفيد كرو من دن أوف جيك، وجيمس هانت من سكرين رانت، وهالي ويتمير وايت من تي في فناتيك. اعتبرها هانت «واحدة من أقوى حلقات الموسم، وتقدم إحساسًا بالزخم في نهاية الموسم» وأشاد بمكافأة قصة ديمون مع لوردات أراضي النهر. صنفت مولي إدواردز لموقع جيمز رادار+ الحلقة بـ3.5 من أصل 5 نجوم وكتبت في رأيها: «ليست متفجرة تمامًا مثل الحلقة قبل الأخيرة التقليدية، لكنها بالتأكيد تجلب النار والدم مع عمل التنين الوحشي – وتضع اللوحة لما يجب أن تكون نهاية ملحمية.»
تلقى أداء الممثلين إشادة من النقاد، وخاصة أداء دارسي، كوك، كوليت، وأرتشي بارنز. وصف كل من جيمس هانت وكايلي دراي أداء دارسي بأنه «رائع»، كما أشار هانت أيضًا، «يجب توجيه الكثير من الثناء أيضًا إلى كوليت، الذي قدم أفضل أداء له حتى الآن في دور جيس». قالت مولي إدواردز عن كوك إنها كانت «ممتازة في تصوير محنة أليسنت المدفونة بعمق». تلقت القصة التي تتضمن المطالبة بفيرميثور وسيلفروينج، بالإضافة إلى مشاهدهما مع أولف وهيو، إشادة كبيرة، حيث وصفتها كارلي لين بأنها «بعض من أفضل المشاهد في المسلسل بأكمله حتى الآن». بالإضافة إلى ذلك، كانت اللقطة الأخيرة أيضًا موضوعًا للثناء من قِبل العديد من النقاد.

## وصلات خارجية
- البذار الأحمر على موقع IMDb (الإنجليزية)
- البذار الأحمر على موقع ميتاكريتيك (الإنجليزية)
- البذار الأحمر على موقع روتن توميتوز (الإنجليزية)